# Гвинер (Северна Дакота)
Гвинер (енгл. Gwinner) град је у америчкој савезној држави Северна Дакота.

## Демографија
По попису из 2010. године број становника је 753, што је 36 (5,0%) становника више него 2000. године.
| Група             | 2000.       | 2010.       |
| Белци             | 703 (98,0%) | 724 (96,1%) |
| Афроамериканци    | 0 (0,0%)    | 0 (0,0%)    |
| Азијати           | 0 (0,0%)    | 4 (0,5%)    |
| Хиспаноамериканци | 8 (1,1%)    | 15 (2,0%)   |
| Укупно            | 717         | 753         |